# لاکهید ئی‌سی-۱۲۱ وارنینگ استار
لاکهید ئی‌سی-۱۲۱ وارنینگ استار (به انگلیسی: Lockheed EC-121 Warning Star) هواپیمای مراقبت راداری آواکس نیروی دریایی و نیروی هوایی ایالات متحده آمریکا بود. این هواپیما ورژن نظامی لاکهید کانستلیشن بود و برای خدمت به عنوان آواکس برای پشتیبانی از خطوط پیش هشدار دوردست بود. این هواپیما دارای دو آنتن‌پوش راداری بزرگ بود، یکی از آنتن‌پوش‌ها عمودی بر بالای بدنه و دیگری افقی زیر بدنه قرار داشت. ئی سی-۱۲۱ برای جمع آوری اطلاعات به کار می‌رفت.
این هوایپما در سال ۱۹۵۴ معرفی شد و در سال ۱۹۷۸ بازنشسته گردید، گرچه یک فروند آن به عنوان هواپیمای آواکس تا سال ۱۹۸۲ در خدمت نیروی دریایی ایالات متحده بود.